# Tetramethylazodicarboxamid
Tetramethylazodicarboxamid (kurz: TMAD) ist eine chemische Verbindung, die in der Biochemie zur Oxidation von Thiolen zu Disulfidbrücken in Proteinen verwendet wird. Außerdem wurde sie anstelle von Azodicarbonsäurediethylester (DEAD) in der Mitsunobu-Reaktion verwendet.
Unter REACH ist Tetramethylazodicarboxamid als Zwischenprodukt registriert.

## Gewinnung und Darstellung
TMAD lässt sich leicht aus Diphenylhydrazo-1,2-dicarboxylat herstellen, indem es nacheinander mit überschüssigem Dimethylamin behandelt und anschließend mit Brom oxidiert wird.